# Nemobius grandis
Nemobius grandis är en insektsart som beskrevs av Holdhaus 1909. Nemobius grandis ingår i släktet Nemobius och familjen syrsor. Inga underarter finns listade i Catalogue of Life.